# Adolf Scherer
Adolf Scherer (Vrútky, 5 maggio 1938 – Nîmes, 22 luglio 2023) è stato un calciatore cecoslovacco, di ruolo attaccante.

## Biografia
Attaccante, ha vestito le maglie di CH Bratislava, Lokomotíva VSŽ Košice, VSS Košice in patria, e di Nîmes e Olympique Avignone nel corso dei suoi anni in Francia. Con lo Slovnaft Bratislava vince il campionato 1959 (dopo essere arrivato terzo l'anno prima), finendo secondo nel 1961 e terzo la stagione dopo, nella quale ottiene il titolo di miglior realizzatore del torneo cecoslovacco con 24 gol. Con lo Slovnaft, vince due Coppe Rappan consecutive: nel 1963 decide la finale contro il Padova segnando l'unico gol del match su rigore a pochi minuti dal fischio finale, nell'edizione successiva elimina due volte il Modena nella fase finale e all'ultimo atto realizza l'1-0 finale contro il Polonia Bytom. Gioca a Košice per diversi anni, vincendo altre edizioni della Coppa Rappan, prima di trasferirsi in Francia. Nel campionato cecoslovacco totalizza 258 presenze e 128 reti (tra i primi venti migliori marcatori nella storia del torneo), mentre nelle competizioni europee vanta 4 partite e 3 gol.
Al suo primo anno a Nimes, mette a segno 19 reti in 31 giornate di campionato realizzando doppiette contro Metz (2-1), Rouen (6-1), Bordeaux (3-0) e Nantes (4-2) e triplette contro Olympique Lione (5-2) e Bastia (4-1). Il rendimento cala nella sua seconda stagione. Termina la carriera ad Avignone: la squadra finisce seconda nel girone C della Division 2 1971-1972, sfiorando la promozione in Division 1.

### Nazionale
Nazionale cecoslovacco, è convocato per il campionato del mondo 1958 senza scendere in campo. Esordisce il 20 settembre 1958 in una partita valida per la Coppa Internazionale 1955-1960 contro la Svizzera, vinta 2-1: nel corso della sfida, Scherer segna il suo primo gol in nazionale. Il 18 ottobre 1959, Scherer mette a referto due marcature nella partita di qualificazione a campionato d'Europa 1960 contro la Danimarca (5-1). Nell'ultima sfida della Cecoslovacchia per la Coppa Internazionale, Scherer firma la rete del 2-1 che consente ai cecoslovacchi di rimontare e vincere l'incontro con l'Italia: il successivo pareggio tra gli Azzurri e l'Ungheria (1-1), consente alla nazionale cecoslovacca di aggiudicarsi il torneo. La punta prende parte alle qualificazioni per il campionato del mondo 1962, andando a segno nelle partite di andata e ritorno con Irlanda e Scozia.
La Cecoslovacchia si qualifica per il Mondiale in Cile, dove supera la fase a gironi dopo aver battuto la Spagna e pareggiato col Brasile, perdendo 3-1 contro il Messico. Nei quarti di finale, Scherer decide il match con gli ungheresi (1-0) e in semifinale firma una doppietta nei minuti conclusivi che decide la sfida con la Jugoslavia, fissando il risultato sul 3-1. La Cecoslovacchia accede alla finale mondiale contro il Brasile, già fermato nei gironi, e passa in vantaggio con Masopust, poi i Verdeoro rimontano e vincono 3-1. Scherer realizza tre reti nella rassegna, secondo a pari merito tra i marcatori. Dal 1964 non è più convocato, concludendo la sua avventura internazionale con 36 presenze e 22 marcature (quinto tra i marcatori di sempre della Cecoslovacchia).

## Statistiche

### Cronologia presenze e reti in nazionale
| Cronologia completa delle presenze e delle reti in nazionale ― Cecoslovacchia | Cronologia completa delle presenze e delle reti in nazionale ― Cecoslovacchia | Cronologia completa delle presenze e delle reti in nazionale ― Cecoslovacchia | Cronologia completa delle presenze e delle reti in nazionale ― Cecoslovacchia | Cronologia completa delle presenze e delle reti in nazionale ― Cecoslovacchia | Cronologia completa delle presenze e delle reti in nazionale ― Cecoslovacchia | Cronologia completa delle presenze e delle reti in nazionale ― Cecoslovacchia | Cronologia completa delle presenze e delle reti in nazionale ― Cecoslovacchia |
| Data                                                                          | Città                                                                         | In casa                                                                       | Risultato                                                                     | Ospiti                                                                        | Competizione                                                                  | Reti                                                                          | Note                                                                          |
| ----------------------------------------------------------------------------- | ----------------------------------------------------------------------------- | ----------------------------------------------------------------------------- | ----------------------------------------------------------------------------- | ----------------------------------------------------------------------------- | ----------------------------------------------------------------------------- | ----------------------------------------------------------------------------- | ----------------------------------------------------------------------------- |
| 20-9-1958                                                                     | Bratislava                                                                    | Cecoslovacchia                                                                | 2 – 1                                                                         | Svizzera                                                                      | Coppa Internazionale 1955-1960                                                | 1                                                                             |                                                                               |
| 12-10-1958                                                                    | Ostrava                                                                       | Cecoslovacchia                                                                | 0 – 1                                                                         | Bulgaria                                                                      | Amichevole                                                                    | -                                                                             |                                                                               |
| 10-5-1959                                                                     | Bratislava                                                                    | Cecoslovacchia                                                                | 4 – 0                                                                         | Irlanda                                                                       | Qual. Euro 1960                                                               | -                                                                             |                                                                               |
| 6-9-1959                                                                      | Mosca                                                                         | Unione Sovietica                                                              | 3 – 1                                                                         | Cecoslovacchia                                                                | Amichevole                                                                    | -                                                                             |                                                                               |
| 23-9-1959                                                                     | Copenaghen                                                                    | Danimarca                                                                     | 2 – 2                                                                         | Cecoslovacchia                                                                | Qual. Euro 1960                                                               | -                                                                             |                                                                               |
| 18-10-1959                                                                    | Brno                                                                          | Cecoslovacchia                                                                | 5 – 1                                                                         | Danimarca                                                                     | Qual. Euro 1960                                                               | 2                                                                             |                                                                               |
| 1-11-1959                                                                     | Praga                                                                         | Cecoslovacchia                                                                | 2 – 1                                                                         | Italia                                                                        | Coppa Internazionale 1955-1960                                                | 1                                                                             |                                                                               |
| 30-10-1960                                                                    | Praga                                                                         | Cecoslovacchia                                                                | 4 – 0                                                                         | Paesi Bassi                                                                   | Amichevole                                                                    | 3                                                                             |                                                                               |
| 26-3-1961                                                                     | Praga                                                                         | Cecoslovacchia                                                                | 2 – 1                                                                         | Svezia                                                                        | Amichevole                                                                    | -                                                                             |                                                                               |
| 26-4-1961                                                                     | Ostrava                                                                       | Cecoslovacchia                                                                | 2 – 1                                                                         | Messico                                                                       | Amichevole                                                                    | 1                                                                             | 57’                                                                           |
| 14-5-1961                                                                     | Bratislava                                                                    | Cecoslovacchia                                                                | 4 – 0                                                                         | Scozia                                                                        | Qual. Mondiali 1962                                                           | -                                                                             |                                                                               |
| 19-6-1961                                                                     | Brno                                                                          | Cecoslovacchia                                                                | 3 – 3                                                                         | Argentina                                                                     | Amichevole                                                                    | -                                                                             |                                                                               |
| 26-9-1961                                                                     | Glasgow                                                                       | Scozia                                                                        | 3 – 2                                                                         | Cecoslovacchia                                                                | Qual. Mondiali 1962                                                           | 1                                                                             |                                                                               |
| 8-10-1961                                                                     | Dublino                                                                       | Irlanda                                                                       | 1 – 3                                                                         | Cecoslovacchia                                                                | Qual. Mondiali 1962                                                           | 1                                                                             |                                                                               |
| 28-10-1961                                                                    | Praga                                                                         | Cecoslovacchia                                                                | 7 – 1                                                                         | Irlanda                                                                       | Qual. Mondiali 1962                                                           | 2                                                                             |                                                                               |
| 29-11-1961                                                                    | Bruxelles                                                                     | Cecoslovacchia                                                                | 4 – 2                                                                         | Scozia                                                                        | Qual. Mondiali 1962                                                           | 1                                                                             |                                                                               |
| 7-4-1962                                                                      | Göteborg                                                                      | Svezia                                                                        | 3 – 1                                                                         | Cecoslovacchia                                                                | Amichevole                                                                    | -                                                                             |                                                                               |
| 22-4-1962                                                                     | Praga                                                                         | Cecoslovacchia                                                                | 3 – 1                                                                         | Uruguay                                                                       | Amichevole                                                                    | 1                                                                             |                                                                               |
| 31-5-1962                                                                     | Viña del Mar                                                                  | Cecoslovacchia                                                                | 1 – 0                                                                         | Spagna                                                                        | Mondiali 1962 - 1º turno                                                      | -                                                                             |                                                                               |
| 2-6-1962                                                                      | Viña del Mar                                                                  | Brasile                                                                       | 0 – 0                                                                         | Cecoslovacchia                                                                | Mondiali 1962 - 1º turno                                                      | -                                                                             |                                                                               |
| 7-6-1962                                                                      | Viña del Mar                                                                  | Messico                                                                       | 3 – 1                                                                         | Cecoslovacchia                                                                | Mondiali 1962 - 1º turno                                                      | -                                                                             |                                                                               |
| 10-6-1962                                                                     | Rancagua                                                                      | Cecoslovacchia                                                                | 1 – 0                                                                         | Ungheria                                                                      | Mondiali 1962 - Quarti di finale                                              | 1                                                                             |                                                                               |
| 13-6-1962                                                                     | Viña del Mar                                                                  | Cecoslovacchia                                                                | 3 – 1                                                                         | Jugoslavia                                                                    | Mondiali 1962 - Semifinale                                                    | 2                                                                             |                                                                               |
| 17-6-1962                                                                     | Ñuñoa                                                                         | Brasile                                                                       | 3 – 1                                                                         | Cecoslovacchia                                                                | Mondiali 1962 - Finale                                                        | -                                                                             |                                                                               |
| 16-10-1962                                                                    | Vienna                                                                        | Austria                                                                       | 0 – 6                                                                         | Cecoslovacchia                                                                | Amichevole                                                                    | 1                                                                             |                                                                               |
| 28-10-1962                                                                    | Bratislava                                                                    | Cecoslovacchia                                                                | 2 – 1                                                                         | Polonia                                                                       | Amichevole                                                                    | 1                                                                             | 57’                                                                           |
| 31-3-1963                                                                     | Praga                                                                         | Cecoslovacchia                                                                | 1 – 1                                                                         | Germania Est                                                                  | Qual. Euro 1964                                                               | -                                                                             |                                                                               |
| 24-4-1963                                                                     | Vienna                                                                        | Austria                                                                       | 3 – 1                                                                         | Cecoslovacchia                                                                | Amichevole                                                                    | -                                                                             |                                                                               |
| 28-4-1963                                                                     | Sofia                                                                         | Bulgaria                                                                      | 1 – 0                                                                         | Cecoslovacchia                                                                | Amichevole                                                                    | -                                                                             |                                                                               |
| 28-5-1963                                                                     | Bratislava                                                                    | Cecoslovacchia                                                                | 2 – 4                                                                         | Inghilterra                                                                   | Amichevole                                                                    | 1                                                                             |                                                                               |
| 2-6-1963                                                                      | Praga                                                                         | Cecoslovacchia                                                                | 2 – 2                                                                         | Ungheria                                                                      | Amichevole                                                                    | 1                                                                             |                                                                               |
| 3-11-1963                                                                     | Zagabria                                                                      | Jugoslavia                                                                    | 2 – 0                                                                         | Cecoslovacchia                                                                | Amichevole                                                                    | -                                                                             | 59’                                                                           |
| 11-4-1964                                                                     | Firenze                                                                       | Italia                                                                        | 0 – 0                                                                         | Cecoslovacchia                                                                | Amichevole                                                                    | -                                                                             |                                                                               |
| 29-4-1964                                                                     | Ludwigshafen am Rhein                                                         | Germania Ovest                                                                | 3 – 4                                                                         | Cecoslovacchia                                                                | Amichevole                                                                    | 1                                                                             | 70’                                                                           |
| 13-10-1964                                                                    | Varsavia                                                                      | Polonia                                                                       | 2 – 1                                                                         | Cecoslovacchia                                                                | Amichevole                                                                    | -                                                                             |                                                                               |
| 11-10-1964                                                                    | Budapest                                                                      | Ungheria                                                                      | 2 – 2                                                                         | Cecoslovacchia                                                                | Amichevole                                                                    | -                                                                             | 64’                                                                           |
| Totale                                                                        |                                                                               | Presenze                                                                      | 36                                                                            |                                                                               | Reti                                                                          | 22                                                                            |                                                                               |

## Palmarès

### Club

#### Competizioni nazionali
- Campionato cecoslovacco: 1

Inter Bratislava: 1958-1959

#### Competizioni internazionali
- Coppa Piano Karl Rappan: 2

Inter Bratislava: 1962-1963, 1963-1964
- Coppa Intertoto UEFA: 2

VSS Košice: 1967, 1968

### Individuale
- Capocannoniere del campionato cecoslovacco: 1

1961-1962 (24 gol)